# Bongosy

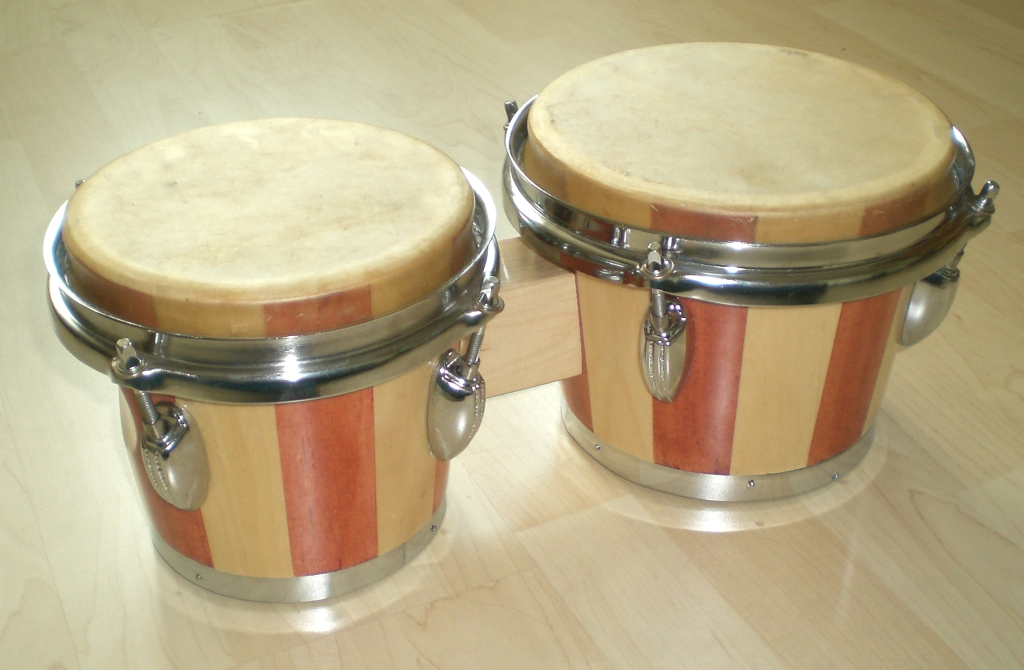
Bongosy

Bongosy – instrument kubański składający się z dwóch na stałe połączonych ze sobą bębenków o jednakowej wysokości korpusu i różnych średnicach. Korpus oryginalnych bongosów wykonany jest z klepek drewnianych, a jednostronnie naciągniętą membranę stanowi skóra kozła (obecnie występują naciągi ze skóry bizona, kozła, cielaka, a nawet naciągi syntetyczne odporne na wahania temperatur i wilgotności powietrza). Korpus ma kształt walca lub stożka ściętego. Wysokość korpusu wynosi od ok. 14 do 20 cm, średnica mniejszego bębenka 12–15 cm, większego 16–20 cm. W instrumentach ludowych skóra przybita jest do korpusu gwoździami. Aby ją odpowiednio naciągnąć, podgrzewa się ją przed użyciem. Współczesne bongosy zaopatrzone są w metalową obręcz i śruby naciągowe, pozwalające na regulację napięcia membrany, jednak po skończonej grze powinno się rozluźnić skórę.
Bongosy pobudza się przez uderzenia palcami w różne miejsca membrany. Istnieje wiele technik gry na bongosach, jednak najbardziej znaną jest technika Martillo.
Zasady użytkowania instrumentu:
1. Należy naciągać skórę (prawdziwą) przed grą, a popuszczać ją, kiedy przestaje się grać. Dzięki temu będzie ona zachowywała swoje właściwości jako membrana, nie ulegnie także nadmiernemu rozciągnięciu.
2. Jeśli membrany są suche, należy posmarować ręce olejem zawierającym lanolinę (może być ewentualnie krem do rąk). Skóra będzie dzięki temu sprężysta i nie ulegnie tak szybko zniszczeniu .